# エドワード・ディグビー (第6代ディグビー男爵)
第6代ディグビー男爵エドワード・ディグビー（英語: Edward Digby, 6th Baron Digby、1730年7月5日 – 1757年11月30日）は、グレートブリテン王国の政治家、アイルランド貴族。1751年から1757年まで庶民院議員を務めた。

## 生涯
エドワード・ディグビー閣下と妻シャーロット（Charlotte、旧姓フォックス（Fox）、スティーブン・フォックスの娘）の息子として、1730年7月5日に生まれた。1739年よりウェストミンスター・スクールで教育を受けた後、1747年5月20日にオックスフォード大学モードリン・カレッジに入学した。1746年10月2日に父が死去すると、その遺産を継承した。
14歳のときより母方の実家フォックス家に同伴して狩猟に出かけており、1751年6月にはヘンリー・フォックスの支持を受けてマームズベリー選挙区から出馬、無投票で当選した。1751年から1753年までウェールズ公ジョージ（後の国王ジョージ3世）の寝室宮内官（Groom of the Bedchamber）を務めたほか、1752年11月29日に祖父ウィリアムが死去すると、ディグビー男爵位を継承した。
次の総選挙では1753年7月までにドーセット選挙区から出馬することを決意した。ホイッグ党支持者がドーセットにおける不動産の3分の2を所有していたため、ホイッグ党候補のディグビーは当選できそうという見込みだったが、多額の出費が予想された上、ディグビー自身が病気で衰弱しており、州会議でジョージ・トレンチャードがディグビーを推挙したとき、誰も一言も発さなかったという。これを受けて、ディグビーはドーセットでの立候補を断念、代わりにフォックスの支持を受けてウェルズ選挙区から出馬した。フォックスが戦時大臣を務めていたため、政府からも支持される形になり、ディグビーは151票でトップ当選した。
しかし、ディグビーは以降も病気がちであり、政治への関心はなく、グレートブリテン貴族の爵位かアイルランド貴族の伯爵位への叙爵を求めただけだった。1756年10月にウェールズ公の寝室侍従に任命されたものの、同年に胆石摘出手術を受けて寝たきりになり、1757年11月30日に生涯未婚のまま死去した。死後、ウォリックシャーのコーゾルで埋葬された。爵位は弟ヘンリーが継承、ウェルズ選挙区での議席は補欠選挙を経てもう1人の弟ロバートが引き継いだ。死去時点でアイルランド貴族の男爵のままだったが、弟ヘンリーは1765年にグレートブリテン貴族の男爵位を、1790年に伯爵位を得た。